# Zintegrowane środowisko programistyczne

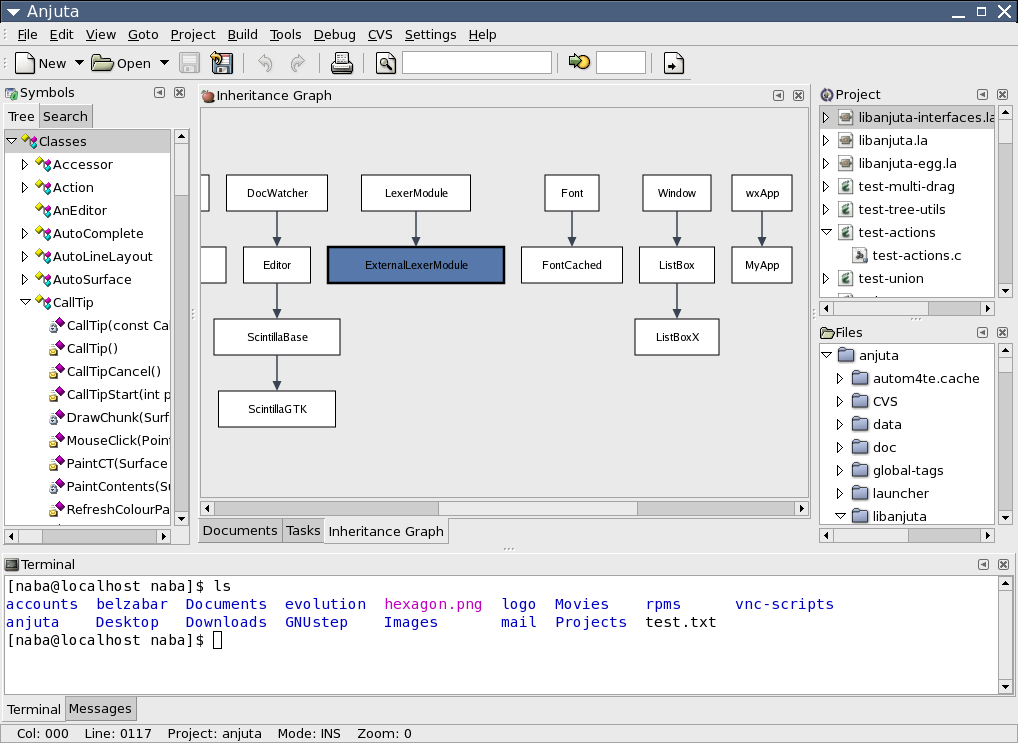
Anjuta, IDE dla C/C++ w środowisku GNOME

Zintegrowane środowisko programistyczne, IDE (od ang. integrated development environment) – program lub zespół programów (pakiet, środowisko) służących do tworzenia, modyfikowania, testowania i konserwacji oprogramowania.
Programy będące zintegrowanymi środowiskami programistycznymi charakteryzują się tym, że udostępniają złożoną, wieloraką funkcjonalność obejmującą edycję kodu źródłowego, kompilowanie kodu źródłowego, tworzenie zasobów programu (tzn. szablonów/ekranów/okien dialogowych, menu, raportów, elementów graficznych jak ikony, obrazy), tworzenie baz danych, komponentów i innych.

## Koncepcje środowiska programistycznego
Istnieją różne koncepcje tego, jak powinno wyglądać środowisko programistyczne.

### Środowisko jako osobny pakiet oprogramowania
Przykłady:
- Microsoft Visual Studio (popularny na systemach rodziny Windows),
- Delphi (język Object Pascal) i C++ Builder (język C++) firmy Embarcadero,
- CodeWarrior,
- Eclipse i NetBeans (domyślnie stworzone dla języka Java; posiadają możliwość rozszerzenia w celu obsługi innych języków),
- IDE oparte na Eclipse, takie jak Cedevelop dla C++ czy PyDev dla języka Python,
- Zend Studio (rozwiązanie dla języka PHP),
- TheIDE (główna platforma programistyczna rozwijana w ramach projektu Ultimate++),
- JetBrains – IntelliJ IDEA, WebStorm, PyCharm i inne.

Przykłady innych środowisk, w różnym stopniu wzorowanych na powyższych:

- Anjuta
- Code::Blocks
- CodeLite
- Dev-C++
- Geany
- KDevelop
- Lazarus
- Photran
- RHIDE dla DJGPP
- wxStudio
- xpwe

### Środowisko zintegrowane z systemem
W takiej koncepcji, system operacyjny sam w sobie jest środowiskiem programistycznym, a wszystkie funkcje są z nim zintegrowane.
Przykłady:
- Unix,
- maszyny lispowe.

### Rozwiązania pośrednie
Przykłady:
- Emacs – tekstowy edytor, zintegrowany z Uniksem, maszyna lispowa i system graficzny udostępniający funkcjonalność podobną do tradycyjnych, graficznych IDE.